# Anna Svendsen
Anna Svendsen (25 marzo 1990) è una fondista norvegese.

## Biografia
In Coppa del Mondo ha esordito il 7 marzo 2012 a Drammen (64ª) e ha ottenuto il primo podio il 5 febbraio 2017 a Pyeongchang Alpensia (2ª); ai Mondiali di Oberstdorf 2021, sua prima presenza iridata, si è classificata 7ª nella sprint, mentre a quelli di Planica 2023 si è piazzata 13ª nella medesima specialità. Non ha preso parte a rassegne olimpiche.

## Palmarès

### Coppa del Mondo
- Miglior piazzamento in classifica generale: 36ª nel 2019 e nel 2020
- 1 podio (a squadre):
  - 1 secondo posto